# Pucciniaceae
Famille
Les Pucciniaceae sont une famille de champignons basidiomycètes de l'ordre des Pucciniales. 

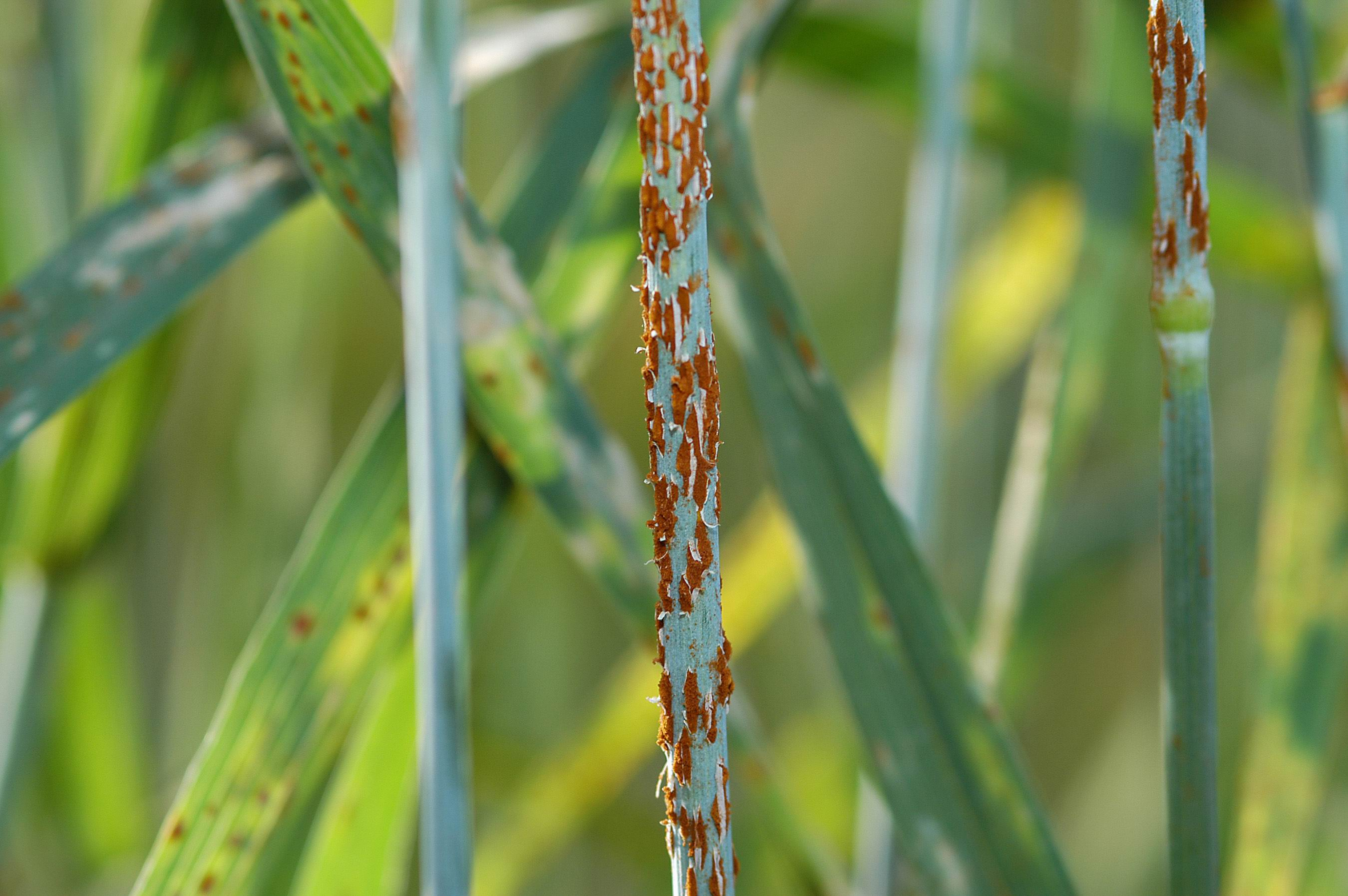
Symptômes de rouille noire du blé dus à Puccinia graminis.

## Liste des genres
Selon BioLib (8 février 2019) :
- genre Centridium Chevall.
- genre Chrysella Syd.
- genre Chrysocyclus Syd.
- genre Chrysopsora Lagerh.
- genre Cleptomyces Arthur
- genre Coleopucciniella Hara ex Hirats.
- genre Corbulopsora Cummins
- genre Cumminsiella Arthur
- genre Cystopsora E.J. Butler
- genre Endophyllum Lév.
- genre Gymnosporangium R. Hedw. ex DC.
- genre Kernella Thirum.
- genre Kernia Thirum.
- genre Miyagia Miyabe ex Syd. & P. Syd.
- genre Polioma Arthur
- genre Puccinia Pers. : Pers.
- genre Pucciniasporonites Ramanujam & Ramachar †
- genre Ramakrishnania Ramachar & Bhagyan.
- genre Roestelia Rebent.
- genre Stereostratum Magnus
- genre Uromyces (Link) Unger
- genre Xenostele Syd. & P. Syd.
- genre Zaghouania Pat.

Selon Catalogue of Life (8 février 2019) :
- genre Allodus
- genre Argomyces
- genre Bullaria
- genre Chrysella
- genre Chrysocyclus
- genre Chrysopsora
- genre Cleptomyces
- genre Coleopucciniella
- genre Corbulopsora
- genre Coronotelium
- genre Cumminsiella
- genre Cystopsora
- genre Dicaeoma
- genre Dichlamys
- genre Endophyllum
- genre Eriosporangium
- genre Groveola
- genre Gymnosporangium
- genre Haplotelium
- genre Lysospora
- genre Micropuccinia
- genre Miyagia
- genre Nielsenia
- genre Ontotelium
- genre Polioma
- genre Poliomella
- genre Puccinella
- genre Puccinia
- genre Ramakrishnania
- genre Roestelia
- genre Rostrupia
- genre Solenodonta
- genre Stereostratum
- genre Teleutospora
- genre Trochodium
- genre Uromyces
- genre Xenostele
- genre Zaghouania

Selon ITIS (8 février 2019) :
- genre Gymnosporangium R. Hedw. ex DC.
- genre Puccinia Pers.
- genre Uromyces (Link) Unger